# Мохамед Амура
Мохамед Ель-Амін Амура (фр. Mohamed El Amine Amoura, араб. محمد الأمين عمورة, нар. 9 травня 2000, Джиджель) — алжирський футболіст, нападник німецького клубу «Вольфсбург» і національної збірної Алжиру.

## Клубна кар'єра
Народився 9 травня 2000 року в місті Джиджель. Вихованець футбольної школи клубу «ЕС Сетіф». Дорослу футбольну кар'єру розпочав 2020 року в основній команді того ж клубу, в якій протоягом двох сезонів, взяв участь у 36 матчах чемпіонату. Попри молодий вік швидко став основним гравцем атакувальної ланки команди та одним із її головних бомбардирів команди, маючи середню результативність на рівні 0,44 гола за гру першості.
У серпні 2021 року перебрався до швейцарського «Лугано».

## Виступи за збірну
Влітку 2021 року дебютував в офіційних матчах у складі національної збірної Алжиру. У своїй дебютній грі, товариському матчі проти збірної Ліберії, відзначився відразу чотирма забитими голами, а його команда перемогла із рахунком 5:1.
У складі збірної був учасником Кубка африканських націй 2021 року, що проходив на початку 2022 року в Камеруні.
| Дата       | Місто        | Господарі | Результат | Гості   | Турнір            | Голи | Примітки |
| ---------- | ------------ | --------- | --------- | ------- | ----------------- | ---- | -------- |
| 17-6-2021  | Бір-ель-Джір | Алжир     | 5 – 1     | Ліберія | товариський матч  | 4    | 74'      |
| 8-10-2021  | Бліда        | Алжир     | 6 – 1     | Нігер   | Відбір до ЧС 2022 | -    | 78'      |
| 12-10-2021 | Ніамей       | Нігер     | 0 – 4     | Алжир   | Відбір до ЧС 2022 | -    | 59'      |
| Усього     |              | Матчів    | 3         |         | Голів             | 4    |          |

## Досягнення
«Лугано»
- Володар Кубка Швейцарії: 2021–22

«Юніон»
- Володар Кубка Бельгії: 2023–24[1]